# Zwei an der Grenze
Zwei an der Grenze ist der Titel eines Romans von Friedrich Wolf. 
In dem 1938 erschienenen Werk thematisiert Wolf die Tätigkeit des kommunistischen Widerstands im Exil. Zentralfigur ist der kommunistische Arbeiter Hans Döll. Er muss vor den Nazis aus Deutschland ins Sudetenland fliehen. Dort beteiligt er sich am Kampf gegen das Hitlerregime. Der Roman stellt diesen Widerstandskampf vor dem Hintergrund der politisch brisanten Situation im von Hitler beanspruchten Sudetenland dar. Er beschreibt die Probleme des kommunistischen Widerstandskämpfers Döll, aber auch den Kampf der dortigen Arbeiter gegen den aufkommenden Faschismus und für die Verbesserung ihrer Arbeitsbedingungen.

## Handlung
Der Roman beginnt mit dem Jahr 1937 in einem kleinen sudetendeutschen Dorf in der Tschechoslowakei nahe der deutschen Grenze. Der auf seiner Flucht aus Hitlerdeutschland angeschossene kommunistische Metallarbeiter Hans Döll rettet sich in das Haus der Kleinbäuerin Marie. Hier wird er von Maries Tochter Loni, einer Arbeiterin der örtlichen Textilfabrik, gesund gepflegt.
 Döll will sich auch im Exil am Kampf gegen den Nationalsozialismus beteiligen und meldet sich bei der Kommunistischen Partei (KP). Dort stößt er jedoch auf Hindernisse. Döll begeht einen Selbstmordversuch, den er glücklich überlebt. Er trägt sich nun mit dem Gedanken, im spanischen Bürgerkrieg gegen Franco zu kämpfen.
 Bald erhält er jedoch einen Auftrag der KP: er soll als Kurier zwischen der Tschechoslowakei und Deutschland Flugblätter und Nachrichten transportieren. Dazu bekommt er eine neue Identität: Aus dem Arbeiter Hans Döll wird der Kleinbauer Wenzel Langer. Döll wird angewiesen, sich unauffällig zu verhalten und sich nicht politisch zu betätigen. Loni und Döll heiraten.
 An Lonis Arbeitsplatz in der Textilfabrik herrschen ausbeuterische Arbeitsbedingungen. Es kommt zu einem Streik. Krapf, Faschist und Direktor des Betriebs, wird auf Loni und Döll aufmerksam. Er glaubt, beide stünden auf der Seite des Unternehmens und hätten zudem eine nationalsozialistische Gesinnung. Krapf bietet Döll einen Arbeitsplatz in der Textilfabrik an.
 Dort kommt es jedoch wegen der häufigen Arbeitsunfälle zu einem weiteren Streik, an dem Döll wegen seines Parteiauftrages nicht teilnehmen darf. Bei seinen Arbeitskollegen gilt er von nun an als Verräter. Außerdem macht sich Döll wegen seiner heimlichen Gänge zur Grenze verdächtig. Als dort ein kleines Mädchen von einer SS-Streife ermordet wird, kommt Döll in Verdacht.
 Der Streik in der Textilfabrik dauert an. Die Lage eskaliert, als Faschisten den Heizer Franz, einen der Streikführer und ebenso wie Hans Döll ein im Untergrund arbeitender Kommunist, ermorden. Da dem Streik nun die Führung zu verlieren droht, übernimmt Döll entgegen der Parteiorder die Leitung. Gegenüber seiner Frau kann er nun seinen Auftrag nicht mehr verheimlichen. Beide verbinden sich im gemeinsamen Kampf für bessere Arbeitsbedingungen und gegen den Faschismus. Nach erfolgreichem Streikende übernimmt Döll einen gefahrvollen Parteiauftrag, der ihn zurück ins faschistische Deutschland führen soll.

## Wertungsaspekte
Wolfs tagesaktueller Gegenwartsroman versucht beispielhaft am kommunistischen Arbeiter Hans Döll den antifaschistischen Widerstandskampf der Kommunisten im Exil darzustellen. Das Werk, in dem Bezüge zu Wolfs eigenem Erleben deutlich werden, erfüllt zum damaligen Zeitpunkt auch agitatorische Zwecke. Zum einen signalisiert es, dass die exilierten Kommunisten nicht aufgeben. Zum anderen informiert es die Menschen in Deutschland über die politischen Aktivitäten des Widerstands im Ausland. So erhält der Roman Aufforderungscharakter. Er soll die Menschen in der Heimat und die Exilierten motivieren, sich dem Kampf gegen Hitler anzuschließen.
 Mit Hans Döll versucht Wolf einen politisch bewussten und revolutionären Arbeiter und Funktionär zu kreieren, der unerschrocken und folgsam den Auftrag seiner Partei umsetzt. Döll ist aber kein blinder Apparatschik. Er ist durchaus in der Lage, situationsangemessen zu handeln und sich dann über enge Vorgaben der Partei hinweg zu setzen, wenn ihm übergeordnete Ziele wichtiger erscheinen.
 Wolf geht aber nicht so weit, das Handeln der KP in Frage zu stellen. Im Roman erscheint die Partei als eine im Dunkeln agierende anonyme Institution. Letztlich bleibt sie undurchschaubar und scheinbar von höherer Weisheit geleitet – ein Indiz für autoritäre stalinistische Strukturen. Eine Kritik am Stalinismus oder an den aktuellen politischen Geschehnissen in der Sowjetunion ist in Wolfs Roman nicht zu entdecken.
In einer späteren Wertung wird der Roman als einer seiner wichtigsten Werke eingeschätzt.

## Einzelnachweis
1. ↑  Rückentext zu  Friedrich Wolf: Zwei an der Grenze, Taschenbuch-(Lizenz-)Ausgabe Nr. 267, Aufbau-Verlag Berlin und Weimar, 1973.